# Primeira Cruz
Primeira Cruz é um município brasileiro do Estado do Maranhão. Sua população estimada em 2019 era de 15.315 habitantes. A cerca de 100 km, em linha reta, do centro da capital do Estado, limita-se ao Norte com o Oceano Atlântico, a Leste com o Município de Santo Amaro, ao Sul com os Municípios de Barreirinhas e Belágua, e a Oeste com o Município de Humberto de Campos.
O Índice de Desenvolvimento Humano Municipal (IDHM) calculado para Primeira Cruz é 0,512, em 2010. Ocupa, assim, a 5494ª posição em relação aos 5.565 municípios do Brasil, sendo que apenas 71 municípios estão em situação pior. Em relação aos 217 municípios do Maranhão, ocupa a 206ª posição, sendo que somente 11 municípios estão em situação pior.

## História
No período de 14 a 22 de outubro de 1614, o território do município de Primeira Cruz, à margem direita do Rio Periá, serviu de acampamento da expedição luso-espanhola de conquista do Maranhão, que derrotaria os invasores franceses na batalha de Guaxenduba. Sob o comando do capitão-mor Jerônimo de Albuquerque, os expedicionários erigiram, no local, uma cruz, que originou o nome do município. Em seu Dicionário Histórico-Geográfico da Província do Maranhão, de 1870, Cezar Augusto Marques, ao fazer menção ao “litoral na baixa da Cruz”, refere-se a Primeira Cruz como área limítrofe ao território do então distrito de Barreirinhas; o autor também faz alusão à parte sul do município, ao mencionar a povoação de Cassó como “importante por ter em seu centro uma lagoa, que fornece peixe para toda a sua população, que não é pequena”.
Primeira Cruz teve como primeiros habitantes os indígenas nativos da costa oriental maranhense, atraindo os jesuítas, que estabeleceram fazendas na região, como as do Alegre e Salgado. A expulsão destes da província resultou na arrematação, por Manoel da Silva Jorge, antes de 1800, das terras relativas à fazenda Alegre, o que abrangeria a área da atual sede municipal, erroneamente referida como uma ilha. Em edições do Diário do Maranhão de 1884 e 1885, consta que o então titular formal das terras, Bernardino da Costa Neves, com base em escritura de 1865, pleiteou em juízo a posse da “ilha de Primeira Cruz” em face da população fixada sem contestação, desde 1820, no local, que, inclusive, fora, em 1840, guarnição das forças imperiais na Balaiada. As manifestações de ambas as partes na imprensa de São Luís levantou tamanha celeuma, que coube à Assembleia Provincial dirimir politicamente o litígio em favor dos residentes, ao criar, em 1886, o Distrito de Primeira Cruz, vinculado à Vila de Miritiba.

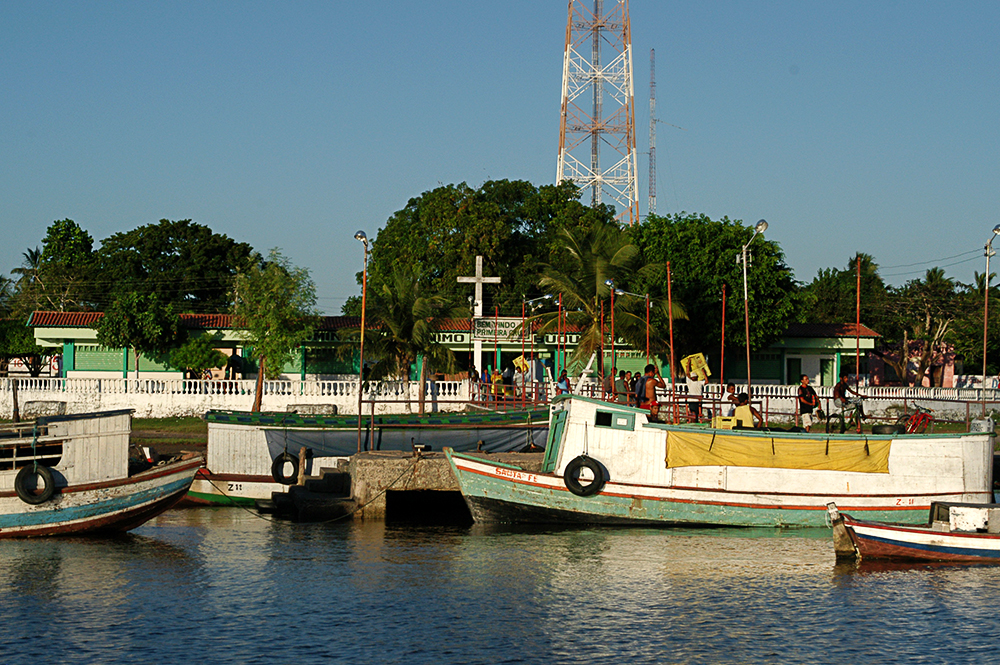
Barcos de Raposa e São Luís, atracados no porto de Primeira Cruz.

Em 1924, a localidade foi reconhecida como Vila, através da Lei nº 1.139. Nos anos 1930, o empresário Domingos José Carneiro passou a ser o político proeminente de Primeira Cruz, sendo considerado o seu patriarca. A Constituição Estadual de 28 de julho de 1947 elevou a Vila à categoria de Município, desmembrando-a de Humberto de Campos (antiga Miritiba). A emancipação foi comemorada no dia 16 de outubro de 1947, data consagrada ao aniversário da cidade.
Nas décadas de 1960 a 1980, a Petrobras efetuou trabalhos de prospecção nas proximidades do povoado Caeté. O petróleo chegou a jorrar nos poços São João I e II, mas estes não foram explorados comercialmente, em que pese a descoberta de grande bacia petrolífera, denominada Barreirinhas. O fato atraiu a atenção do então presidente da República, o Marechal Humberto de Alencar Castelo Branco, que foi a Primeira Cruz e esteve em Caeté e São João.
Lei Estadual de 1994 desmembrou o então povoado de Santo Amaro, tornando-o município com o nome de Santo Amaro do Maranhão, a que se atribuiu mais da metade do território de Primeira Cruz. A instalação ocorreu em 1 de janeiro de 1997.

## Aspectos da População e da Paisagem Natural
O histórico da contagem populacional do município pode ser assim resumido: 18.419 habitantes (1991); 18.606 (1996); 11.019 (2000 - contagem após o desmembramento de Santo Amaro); 11.999 (2007); 13.954 (2010).

O delineamento populacional no território do município evidencia um predomínio da população rural. Observou-se, em 2010, um total de 13.954 habitantes, correspondendo a 4.289 (30,74%) na zona urbana e 9.665 (69,26%) na zona rural. Areinhas, Campo Novo, Mairizinho (próximos ao litoral) Caeté, Santo Antônio (área central), Matões, Algodão (às margens da BR 402), Aparecida e Cassó (área sul) são os principais povoados da municipalidade primeira-cruzense.

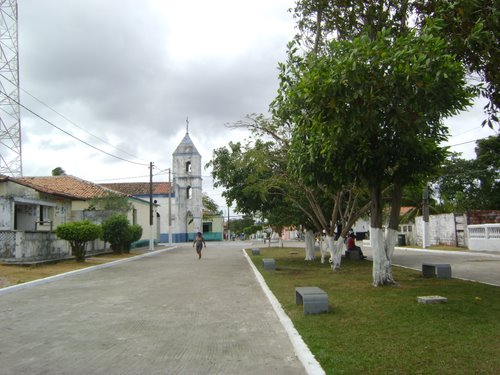
Rua da Matriz em Primeira Cruz.

A presença marcante da população no meio rural, espacialmente distribuída em pequenos núcleos, constitui uma característica elucidativa da organização do elemento humano nativo na região. A ocupação ocorre de forma descontínua, em pequenas propriedades, predominando aquelas cuja área é inferior a 10 ha ou em pequenos aglomerados (os povoados). Essas moradias são distribuídas principalmente acompanhando as margens dos cursos d’água naturais dispostos ao longo da malha hidrográfica.
O tipo étnico característico de descendentes indígenas ainda se acentua na população local. Como resultado de miscigenação, os habitantes tradicionais de Primeira Cruz são, em geral, morenos, com cabelos negros e lisos, estatura média e corpos robustos. No aspecto religioso, a população é majoritariamente católica. De acordo com os dados do Censo do IBGE, apenas 6,1% dos habitantes se declararam evangélicos em 2010.

Em termos de paisagem natural, o território de Primeira Cruz abrange áreas bem diversificadas em sua porção centro-norte: planície flúvio-marinha (manguezal, campos inundáveis e apicum), buritizais, carnaubais, restingas, campos de areia, tabuleiros rebaixados, nascentes e foz dos rios Mirim, Miritibinha, Mananzaro, Velho e Alegre, os quais convergem para a foz do rio Periá, que, por sua vez, atua como limite 

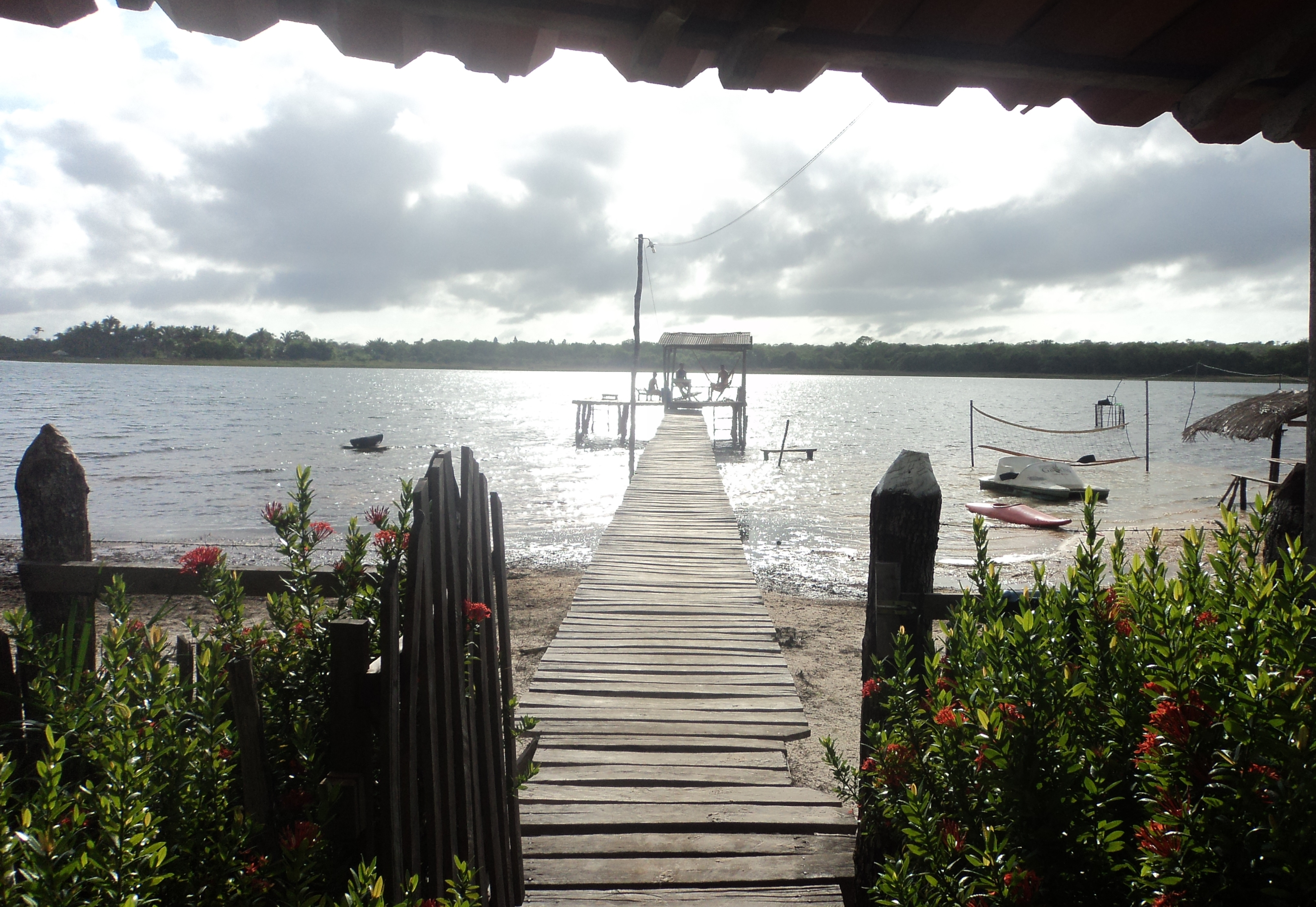
Lagoa em Cassó.

natural entre essa municipalidade e a de Humberto de Campos. Parte do território (6,89%) está incluída no Parque Nacional dos Lençois Maranhenses. O acesso limitado e restrito a essa área do Parque, que inclui belas dunas, vem caracterizando-a por ambientes rústicos e muito conservados.
Na porção Sul do território, merecem destaque o límpido Rio Alegre, que por lá ganha volume, e a Lagoa do Cassó, cujas águas cristalinas, bem preservadas e propícias ao lazer, formando uma piscina natural, têm atraído turistas que buscam contato recreativo com a natureza.

## Economia
No litoral e nos diversos rios que drenam o território do município, observa-se a presença de uma atividade pesqueira artesanal. No campo, são desenvolvidas, predominantemente, as atividades agrícolas, pecuárias e extrativistas. No passado, a extração de sal e da cera da carnaúba foi importante fonte de renda para muitos primeira-cruzenses. É tradicional o cultivo da mandioca para a produção de farinha e de outros derivados.
A ocupação e uso do solo para fins agrícolas e pecuários é quase sempre praticada de forma extensiva, com o emprego de técnicas rudimentares, o que implica baixo rendimento no aproveitamento do potencial dos recursos naturais. A pequena produtividade agrícola, a falta de apoio técnico e a ausência de infraestrutura de transporte são alguns dos obstáculos que emperram o crescimento econômico do município. A própria sede municipal até hoje não é servida de rodovia pavimentada; a rodovia estadual MA-320 ainda está em pavimentação (trecho Santo Amaro - Primeira Cruz).

### Petróleo
Em 2006, foi realizada a segunda rodada de licitações de áreas inativas contendo acumulações marginais, tendo sido oferecidos os Campos Terrestres de Espigão (Santo Amaro), Oeste de Canoas (Barreirinhas), com potencial para exploração de gás natural, e São João (Primeira Cruz), para produção de petróleo.
Há previsão de construção da Usina Termelétrica Oeste de Canoas, utilizando gás natural da região.
Em 2015, houve novo leilão do Campo São João e sua produção comercial foi iniciada em 2020, por meio das operadoras Oeste de Canoas (50%) e Petro-Victory (50%).